# Myrmeleon caliginosus
Myrmeleon caliginosus là một loài côn trùng trong họ Myrmeleontidae thuộc bộ Neuroptera. Loài này được Hölzel & Ohm miêu tả năm 1983.